# Ao Vivo em Portugal (álbum de Maiara & Maraisa)
Ao Vivo Em Portugal é o quinto álbum ao vivo da dupla sertaneja Maiara & Maraisa, gravado em Lisboa, Portugal.

## Lista de faixas
| N.º            | Título                                     | Compositor(es)                                                                  | Duração  |  |
| 1.             | "Narcisista (Ao Vivo)"                     | de Ângelo / Lari Ferreira / Maraisa                                             | 3:31     |  |
| 2.             | "Saudade Do Tipo (Ao Vivo)"                | Douglas Mello / Elcio Di Carvalho / Flavinho Tinto / Junior Pepato / Nando Marx | 3:59     |  |
| 3.             | "Amando O Inimigo (Ao Vivo)"               | de Ângelo / Junior Gomes                                                        | 3:01     |  |
| 4.             | "Surtos (Ao Vivo)"                         | de Ângelo / Diego Silveira / Junior Pepato / Lari Ferreira                      | 2:53     |  |
| 5.             | "Todo Mundo Menos Você (Ao Vivo)"          | Maiara / Maraisa / Marília Mendonça                                             | 3:33     |  |
| 6.             | "Quero Você Do Jeito Que Quiser (Ao Vivo)" | Maiara / Maraisa / Marília Mendonça                                             | 3:39     |  |
| 7.             | "No Dia Do Seu Casamento (Ao Vivo)"        | Juliano Tchula / Maraisa / Marília Mendonça                                     | 3:02     |  |
| 8.             | "Luz De Velas (A Luz De Velas) (Ao Vivo)"  | Dell / Luiz Henrique / Maiara / Maraisa                                         | 3:17     |  |
| 9.             | "Melhor Terminar (Ao Vivo)"                | Gabriel Agra / Philipe Pancadinha / Victor Hugo                                 | 3:12     |  |
| 10.            | "Culpado (Ao Vivo)"                        | de Ângelo / Diego Silveira / Junior Pepato / Maraisa                            | 3:06     |  |
| 11.            | "Medo Bobo (Ao Vivo)"                      | Benício Neto / Juliano Tchula / Junior Pepato / Maraisa / Vinicius Poeta        | 3:23     |  |
| 12.            | "Se Olha No Espelho (Ao Vivo)"             | Adriana / Marco Aurélio / Paula Mattos                                          | 3:09     |  |
| 13.            | "Bengala E Crochê (Ao Vivo)"               | André Vox / René Lunna                                                          | 2:54     |  |
| 14.            | "Nem Tchum (Ao Vivo)"                      | Danilo Davilla / Diego Silveira / Junior Pepato / Rafa Borges                   | 2:52     |  |
| 15.            | "Você Se Transformou (Ao Vivo)"            | Maraisa / Paulo Motta                                                           | 3:22     |  |
| 16.            | "Eu Sou Ela (Ao Vivo)"                     | de Ângelo / Diego Silveira / Junior Pepato / Maraisa                            | 2:41     |  |
| 17.            | "Esqueça-Me Se For Capaz"                  | de Ângelo / Junior Gomes / Renno Poeta / Thales Lessa                           | 3:33     |  |
| Duração total: | Duração total:                             | Duração total:                                                                  | 00:55:15 |  |